# Tour de Flandes 2012
El Tour de Flandes 2012 és la 96a edició del Tour de Flandes. Es disputà l'1 d'abril del 2012, sent la vuitena prova de l'UCI World Tour 2012.
El belga Tom Boonen (Omega Pharma-Quick Step) aconseguí la victòria final en imposar-se a l'esprint als seus dos companys d'escapada, els italians Filippo Pozzato (Farnese Vini-Selle Italia) i Alessandro Ballan (BMC Racing Team). Amb aquesta victòria Boonen iguala Achiel Buysse, Fiorenzo Magni, Eric Leman i Johan Museeuw com a ciclistes amb més victòries en el Tour de Flandes, amb tres.

## Presentació

### Recorregut
La cursa surt de Bruges (Flandes Occidental) i finalitza a Oudenaarde (Flandes Oriental), i no pas a Meerbeke com havia estat el cas des de 1973. Aquesta modificació en el recorregut duu als organitzadors a canviar el final de la cursa. Així, el Muur-Kapelmuur desapareix, mentre que el tram d'Oude Kwaremont i Paterberg adquireixen una major importància, en ser pujats tres cops en els darrers 80 quilòmetres d'etapa. En canvi el Gran Premi E3, que es disputà 10 dies abans i que enguany s'havia integrat a l'UCI World Tour, puja el Muur-Kapelmuur per primera vegada.

#### Sectors de pavé
Els ciclistes hauran de superar 8 sectors de pavé repartits entre 100 quilòmetres.
| Núm. | Nom              | Km    | Km a meta |
| ---- | ---------------- | ----- | --------- |
| 1    | Huisepontweg     | 90,6  | 166,3     |
| 2    | Doorn            | 93,8  | 163,1     |
| 3    | Holleweg         | 117,1 | 139,8     |
| 4    | Ruiterstraat     | 118,6 | 138,3     |
| 5    | Kerkgate         | 121,9 | 135       |
| 6    | Paddestraat      | 136,0 | 120,9     |
| 7    | Mariaborrestraat | 193,6 | 63,3      |
| 8    | Donderij         | 196,8 | 60,1      |

#### Murs
16 murs són programats en aquesta edició, la major part d'ells coberts amb pavé. Les ascensions a Oude Kwaremont i Paterberg es pugen tres vegades:
| Núm. | Nom            | Km    | Ferm   | Llargada (m) | Pendent mitjana | Km a meta |
| ---- | -------------- | ----- | ------ | ------------ | --------------- | --------- |
| 1    | Taaienberg     | 109,3 | pavé   | 800          | 7,1%            | 147,6     |
| 2    | Eikenberg      | 115,7 | pavé   | 1.200        | 5,8%            | 141,2     |
| 3    | Molenberg      | 131,3 | pavé   | 463          | 7%              | 125,6     |
| 4    | Rekelberg      | 145,7 | asfalt | 800          | 4%              | 111,2     |
| 5    | Berendries     | 149,0 | asfalt | 936          | 7%              | 107,9     |
| 6    | Valkenberg     | 156,8 | asfalt | 875          | 6%              | 100,1     |
| 7    | Oude Kwaremont | 179,5 | pavé   | 2.200        | 4,2%            | 77,4      |
| 8    | Paterberg      | 183,0 | pavé   | 400          | 12,5%           | 73,9      |
| 9    | Koppenberg     | 189,6 | pavé   | 600          | 11,6%           | 67,3      |
| 10   | Steenbeekdries | 194,9 | asfalt | 820          | 7,6%            | 62        |
| 11   | Kruisberg      | 210,1 | asfalt | 1.875        | 4,8%            | 46,8      |
| 12   | Oude Kwaremont | 220,0 | pavé   | 2.200        | 4,2%            | 36,9      |
| 13   | Paterberg      | 223,4 | pavé   | 400          | 12,5%           | 33,5      |
| 14   | Hoogberg       | 230,4 | asfalt | 2.975        | 3,5%            | 26,5      |
| 15   | Oude Kwaremont | 240,2 | pavé   | 2.200        | 4,2%            | 16,7      |
| 16   | Paterberg      | 243,6 | pavé   | 400          | 12,5%           | 13,3      |

### Equips
L'organització comunicà una llista amb sis equips convidats el 16 de gener de 2012. A aquesta llista s'afegí posteriorment el (Team NetApp) el 14 de febrer de 2012. Finalment són 25 els equips que hi prenen part, els 18 ProTeams i 7 Equips continentals professionals:
| Nom de l'equip          | País          | Codi |
| ----------------------- | ------------- | ---- |
| AG2R La Mondiale        | França        | ALM  |
| Astana Qazaqstan Team   | Kazakhstan    | AST  |
| BMC Racing Team         | Estats Units  | BMC  |
| Euskaltel–Euskadi       | Espanya       | EUS  |
| FDJ-BigMat              | França        | FDJ  |
| Garmin-Barracuda        | Estats Units  | GRM  |
| GreenEDGE               | Austràlia     | GEC  |
| Team Katusha            | Rússia        | KAT  |
| Lampre-ISD              | Itàlia        | LAM  |
| Liquigas-Cannondale     | Itàlia        | LIQ  |
| Lotto-Belisol           | Bèlgica       | LTB  |
| Movistar Team           | Espanya       | MOV  |
| Omega Pharma-Quick Step | Bèlgica       | OPQ  |
| Rabobank ProTeam        | Països Baixos | RAB  |
| RadioShack-Nissan       | Luxemburg     | RNT  |
| Team Saxo Bank          | Dinamarca     | SAX  |
| Team Sky                | Regne Unit    | SKY  |
| Vacansoleil-DCM         | Països Baixos | VCD  |

| Nom de l'equip                | País          | Codi |
| ----------------------------- | ------------- | ---- |
| Accent Jobs-Willems Veranda's | Bèlgica       | ACC  |
| Argos-Shimano                 | Països Baixos | ARG  |
| Team Europcar                 | França        | EUC  |
| Farnese Vini-Selle Italia     | Regne Unit    | FAR  |
| Landbouwkrediet-Euphony       | Bèlgica       | LAN  |
| Team NetApp                   | Alemanya      | APP  |
| Topsport Vlaanderen-Mercator  | Bèlgica       | TSV  |

## Favorits
En absència del vigent campió, el belga Nick Nuyens (Team Saxo Bank), lesionat durant la disputa de la París-Niça són Tom Boonen (Omega Pharma-Quick Step), recent vencedor del Gran Premi E3 i Gant-Wevelgem i vencedor de les edicions del 2005 i 2006; i el suís Fabian Cancellara (RadioShack-Nissan), campió el 2010 i tercer el 2011, i recent vencedor de la Strade Bianche, els principals favorits a la victòria final.
Altres candidats a la victòria final són Sylvain Chavanel (Omega Pharma-Quick Step), vencedor dels Tres dies de La Panne pocs dies abans, Alessandro Ballan, vencedor el 2007, i Philippe Gilbert (BMC Racing Team), Sep Vanmarcke (Garmin-Barracuda), vencedor de l'Omloop Het Nieuwsblad, Peter Sagan (Liquigas-Cannondale), segon a la Gant-Wevelgem i vencedor d'una etapa dels Tres dies de La Panne, Matti Breschel (Rabobank ProTeam), Joan Antoni Flecha (Team Sky), així com Stijn Devolder i Björn Leukemans (Vacansoleil-DCM).

## Classificació final
|    | Cilista                 | Equip                     | Temps      | UCI World Tour Punts |
| -- | ----------------------- | ------------------------- | ---------- | -------------------- |
| 1  | Tom Boonen (BEL)        | Omega Pharma-Quick Step   | 6h 04' 28" | 100                  |
| 2  | Filippo Pozzato (ITA)   | Farnese Vini-Selle Italia | m. t.      | -                    |
| 3  | Alessandro Ballan (ITA) | BMC Racing Team           | + 01"      | 70                   |
| 4  | Greg Van Avermaet (BEL) | BMC Racing Team           | + 38"      | 60                   |
| 5  | Peter Sagan (SVK)       | Liquigas-Cannondale       | + 38"      | 50                   |
| 6  | Niki Terpstra (NED)     | Omega Pharma-Quick Step   | + 38"      | 40                   |
| 7  | Luca Paolini (ITA)      | Team Katusha              | + 38"      | 30                   |
| 8  | Thomas Voeckler (FRA)   | Team Europcar             | + 38"      | -                    |
| 9  | Matti Breschel (DEN)    | Rabobank ProTeam          | + 38"      | 10                   |
| 10 | Sylvain Chavanel (FRA)  | Omega Pharma-Quick Step   | + 38"      | 4                    |